# Турда
Турда (рум. Turda, венг. Torda), ранее Торенбург (нем. Thorenburg) — город и муниципий в жудеце Клуж Румыния, расположенный на реке Арьеш. Традиционный центр трансильванской соледобычи (см. Турдская соляная шахта).

## История
До римского завоевания на месте города было поселение даков под названием Потаисса (Potaissa). Так же назывался и каструм римской эпохи, который со временем стал муниципией, затем колонией. Потаисса была главным лагерем V Македонского легиона с 166 по 274 годы.
Соляные рудники существовали с незапамятных времён. Первое документальное их упоминание относится к 1075 году. В 1932 соляная шахта в Турде была закрыта из-за нерентабельности, но теперь доступна для туристов.
Трансильванские саксы поселились здесь в XI веке. Город был разрушен монголами в 1241—1242 гг. Андраш III предоставил королевские привилегии поселению, которые были подтверждены королём Лайошем. Этот же король в 1366 году подписал здесь декрет, давший венгерской знати привилегии в борьбе против румынского населения.
В 1467 году король Матьяш собрал в Турде всевенгерский сейм. Позднее в XVI веке в Торенбурге часто собирался Трансильванский сейм. В условиях Реформации сейм Турды провозгласил в 1558 г. свободу исповедания лютеранства и католичества. В 1563 сейм также утвердил свободу кальвинизма, а в 1568 он распространил свободу вероисповедания на все религии, провозгласив: «Запрещено кому-либо угрожать кому-либо пленом или изгнанием за его религию». Это постановление считается отдельными историками первой попыткой легализации общей религиозной свободы в христианской Европе (хотя соблюдали его плохо).
В 1609 Габриэль Баторий предоставил новые привилегии Турде. Они позднее были подтверждены Габриэлем Бетленом. В 1659 году рядом с городом турецкий полководец Ахмед-паша разбил войска Юрия II Ракоци.
В 1944 здесь произошла Турдская битва между немецкими и венгерскими войсками, с одной стороны, и советскими и румынскими войсками, с другой. Это было самое большое сражение в Трансильвании за всё время Второй мировой войны.

## Демография
Согласно румынской переписи 2002 года в городе было 55 887 жителей.
Из этого числа 84,8 % были этническими румынами, 10 % — этнические венгры, 4,8 % — итальянцы, 0,4 % — прочие.

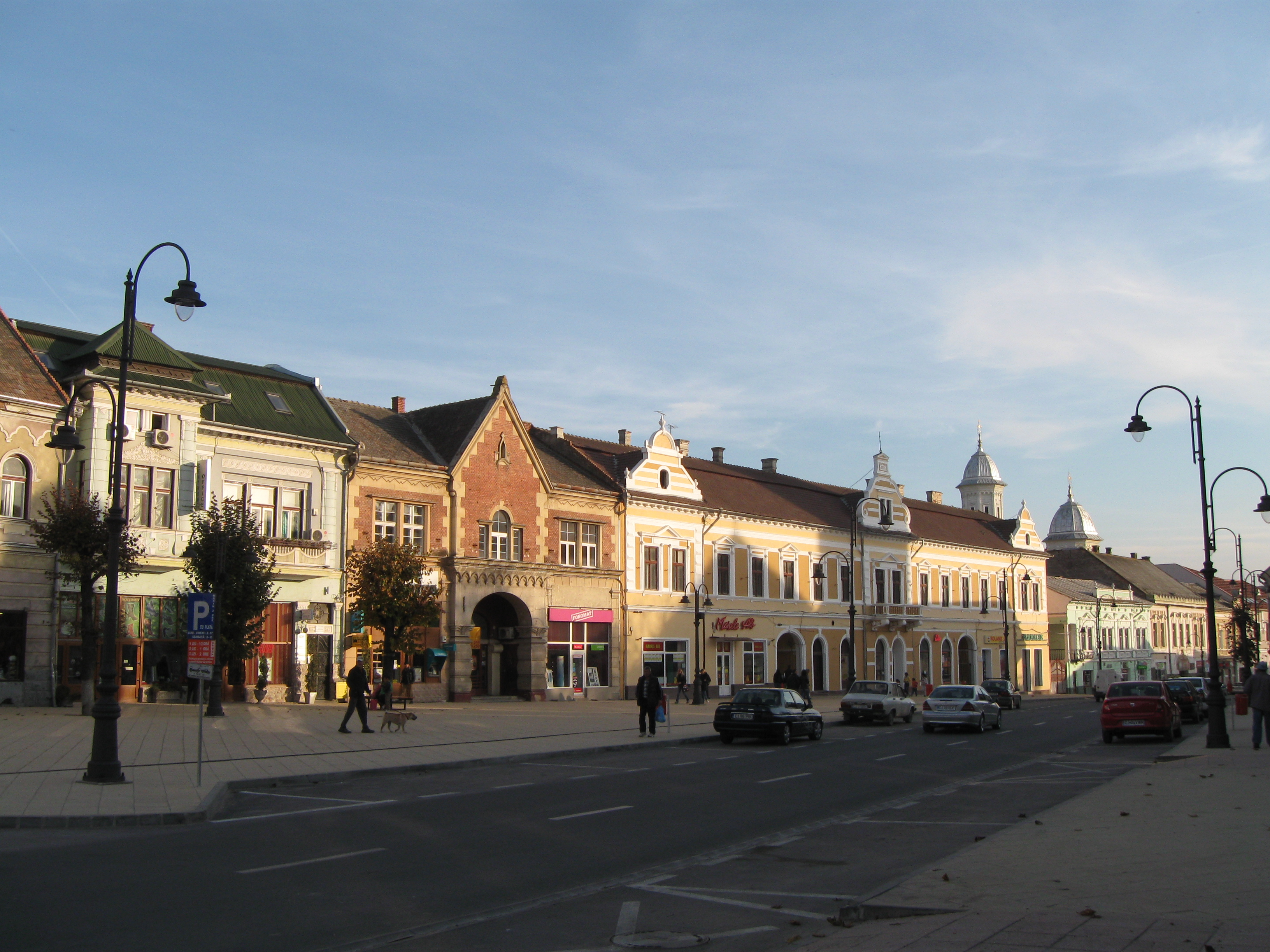
Застройка исторического центра
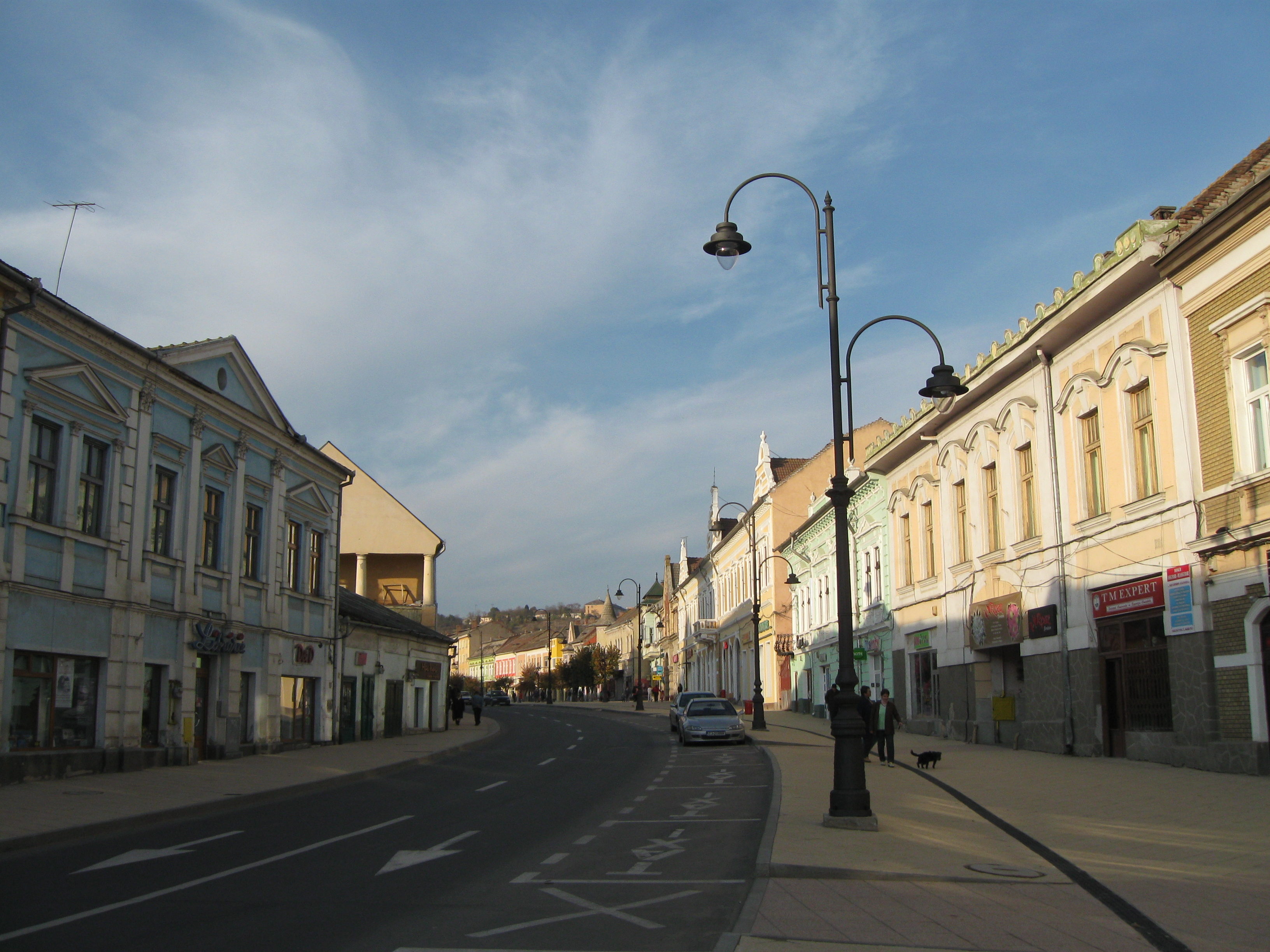
Застройка исторического центра
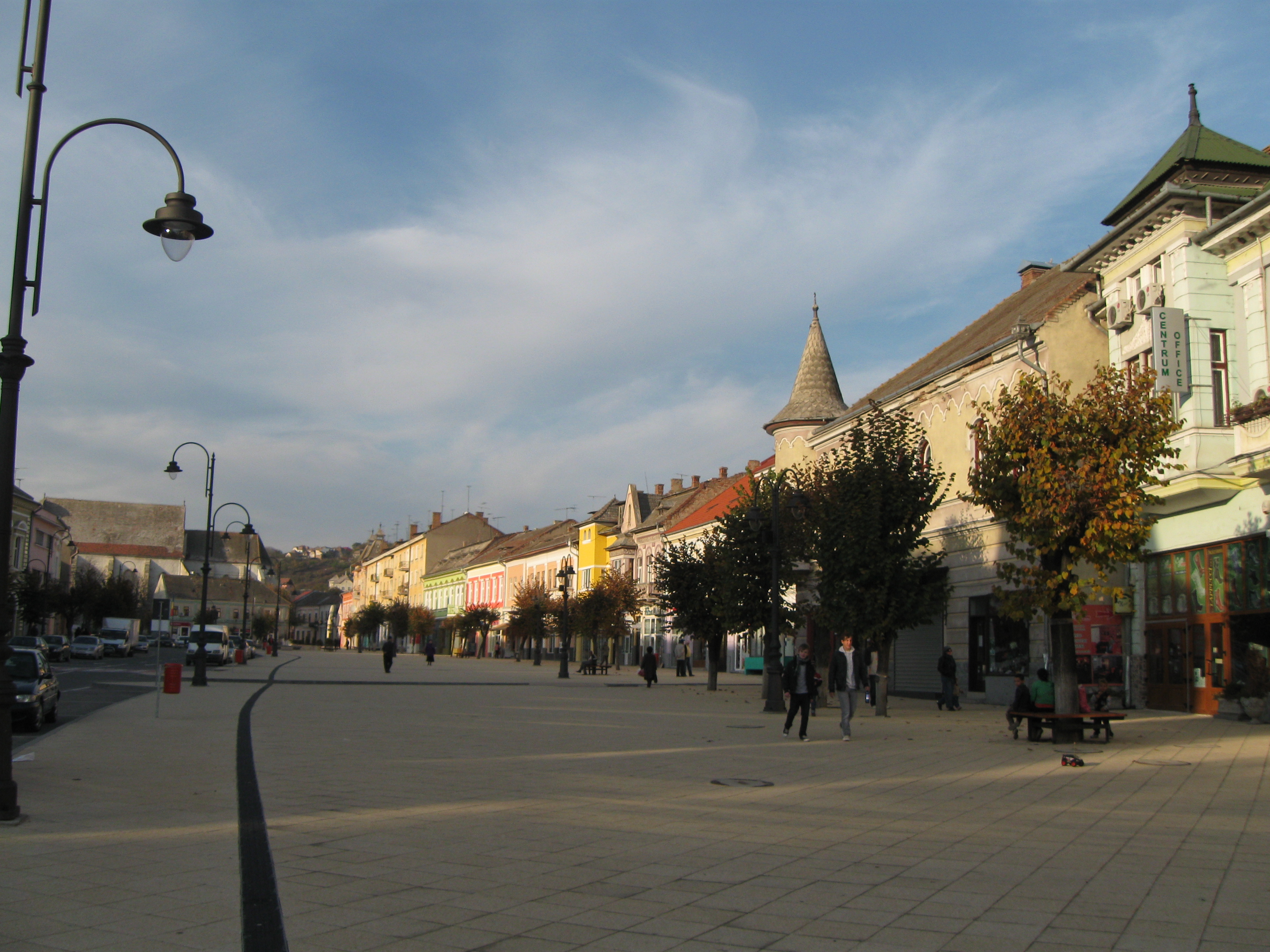
Застройка исторического центра
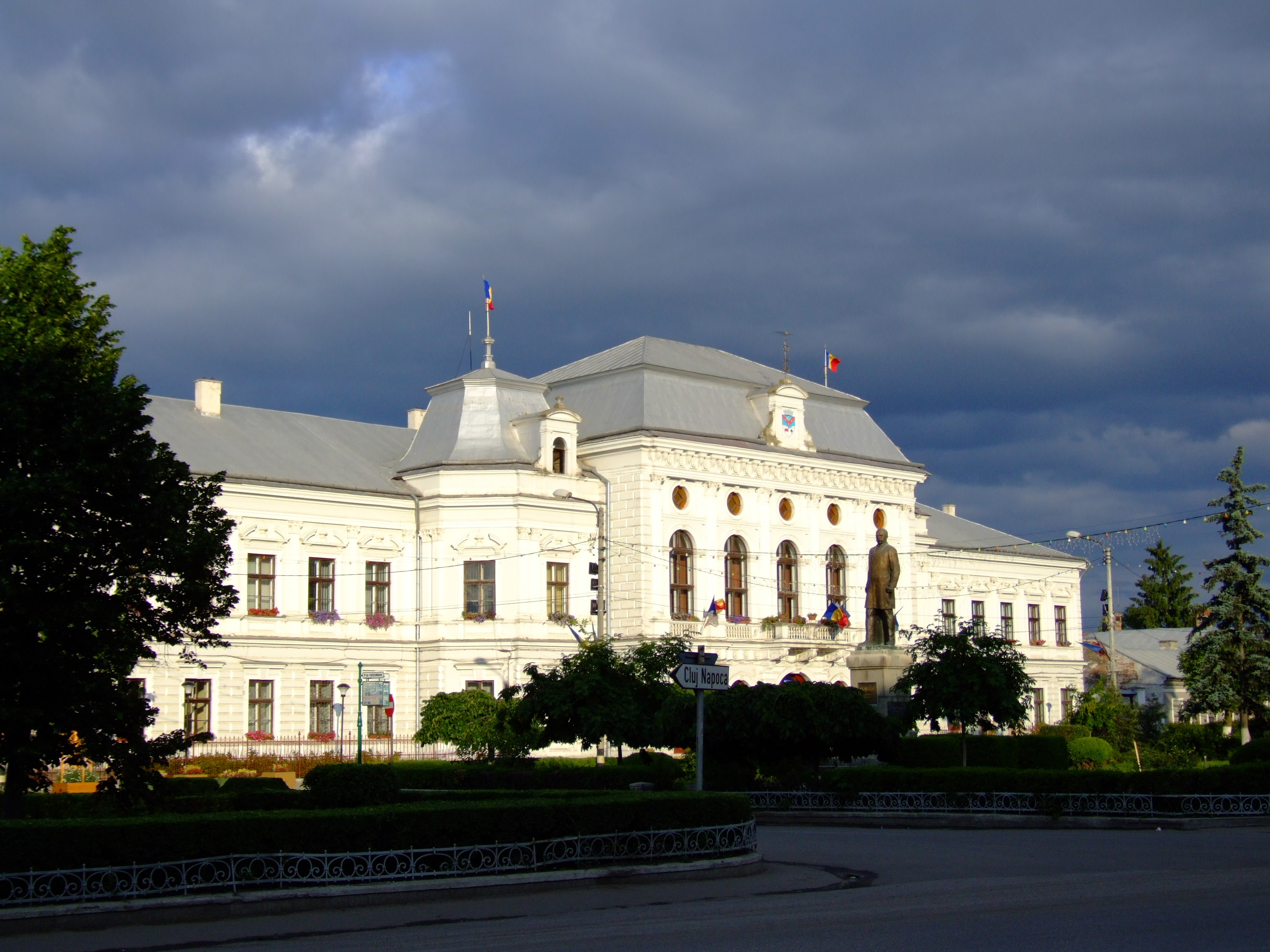
Здание муниципалитета
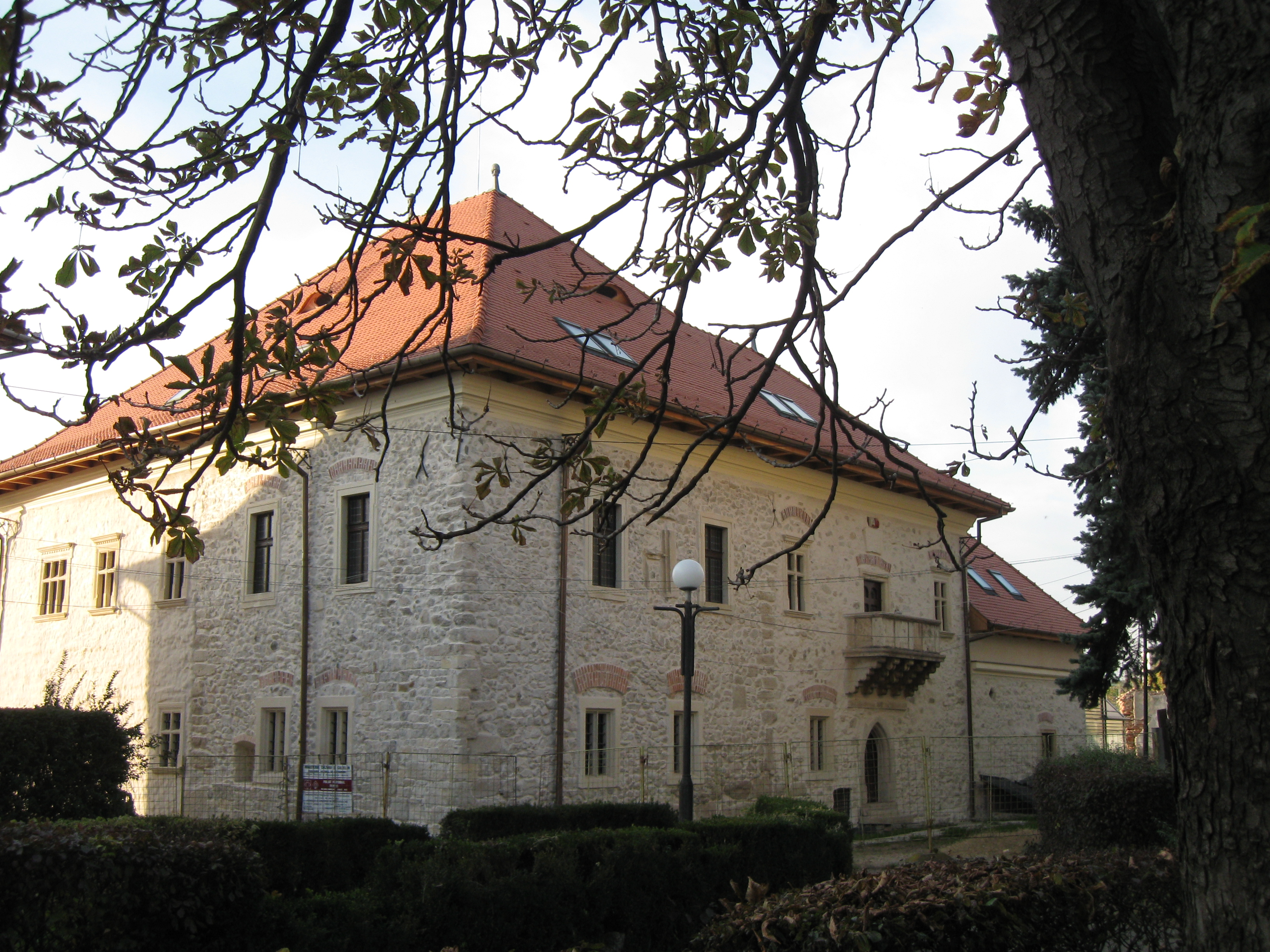
Исторический музей
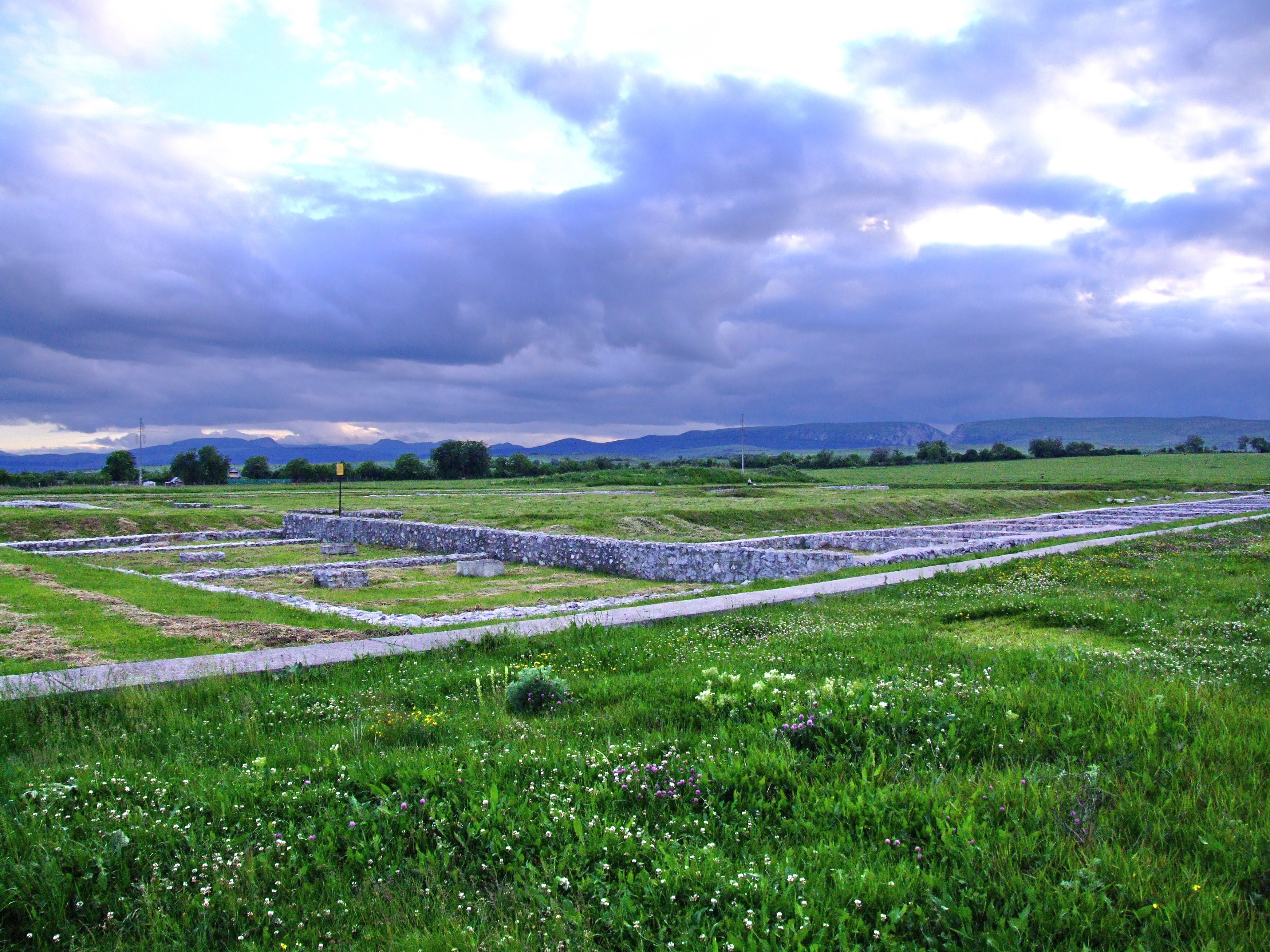
Каструм V Македонского легиона, сегодня
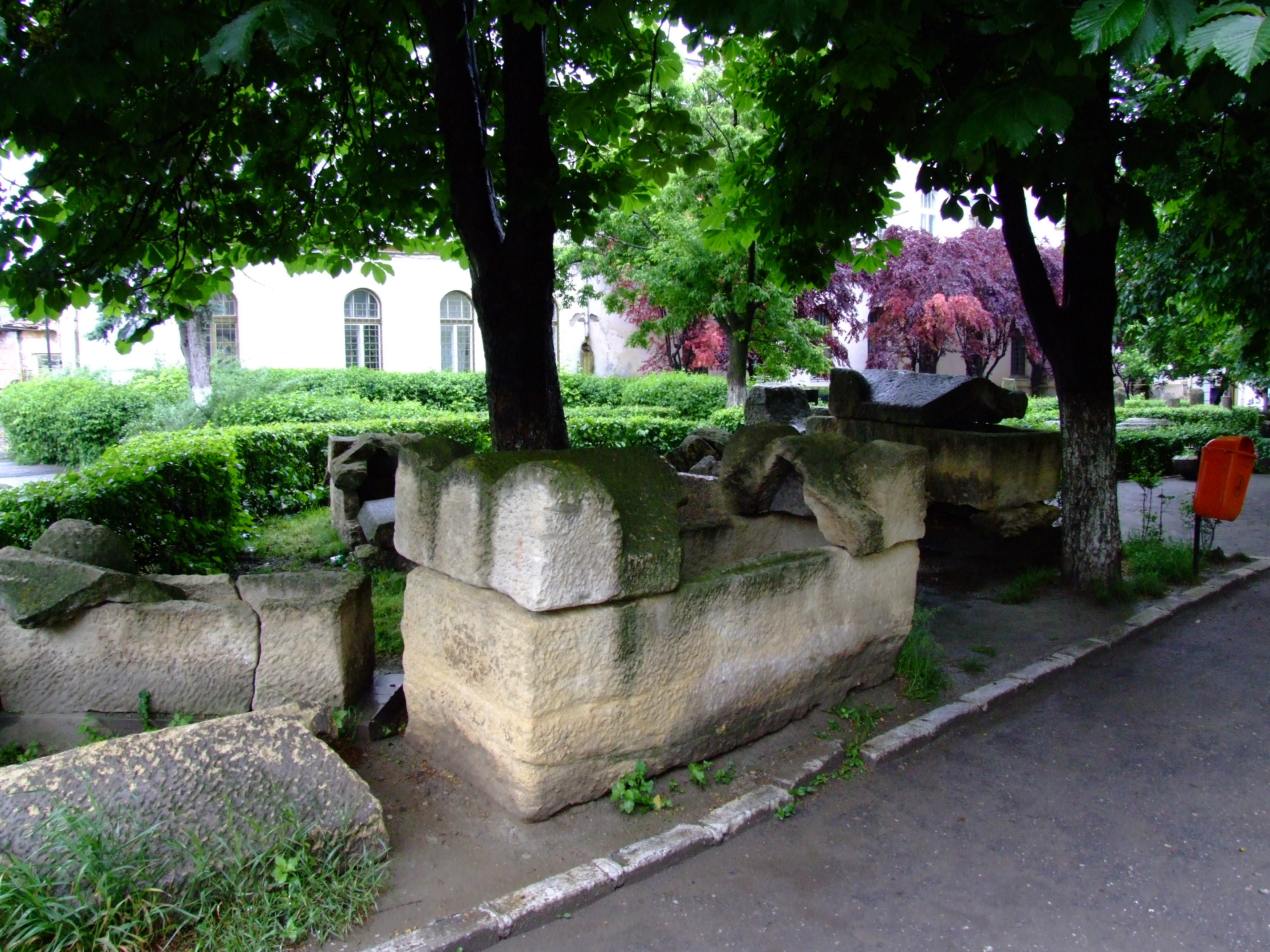
Римское надгробие
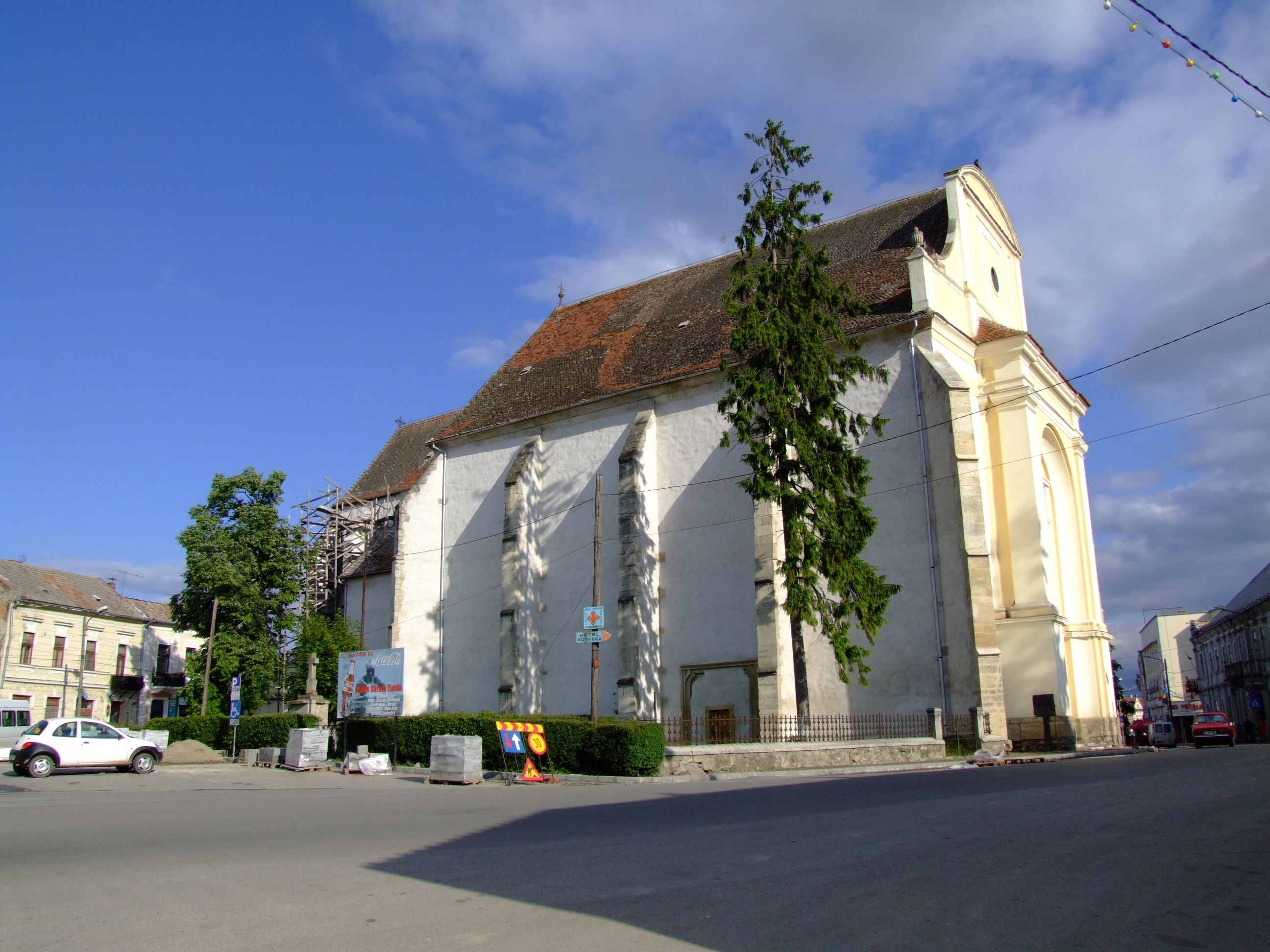
Католическая церковь
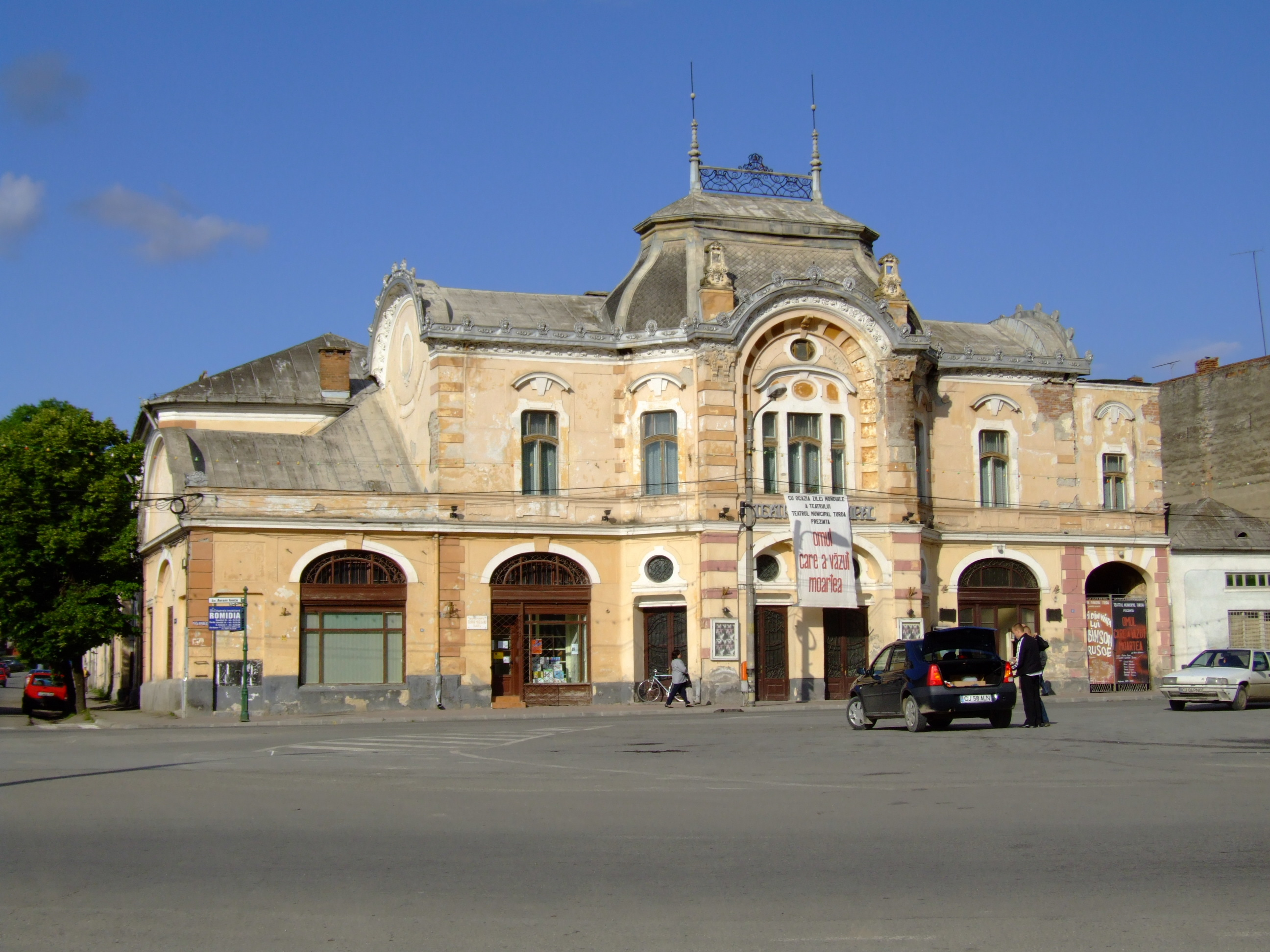
Театр
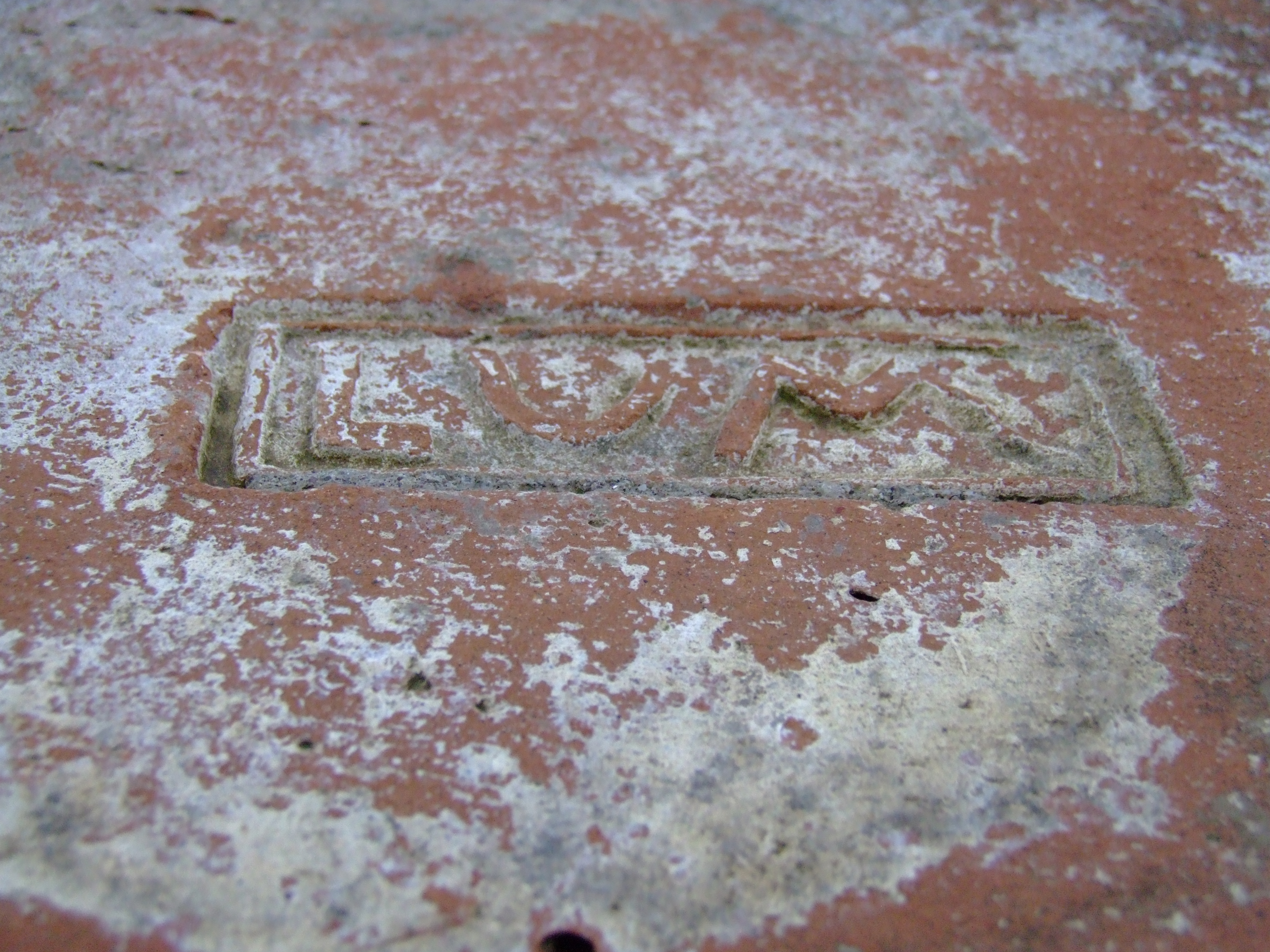
Камень на территории каструма
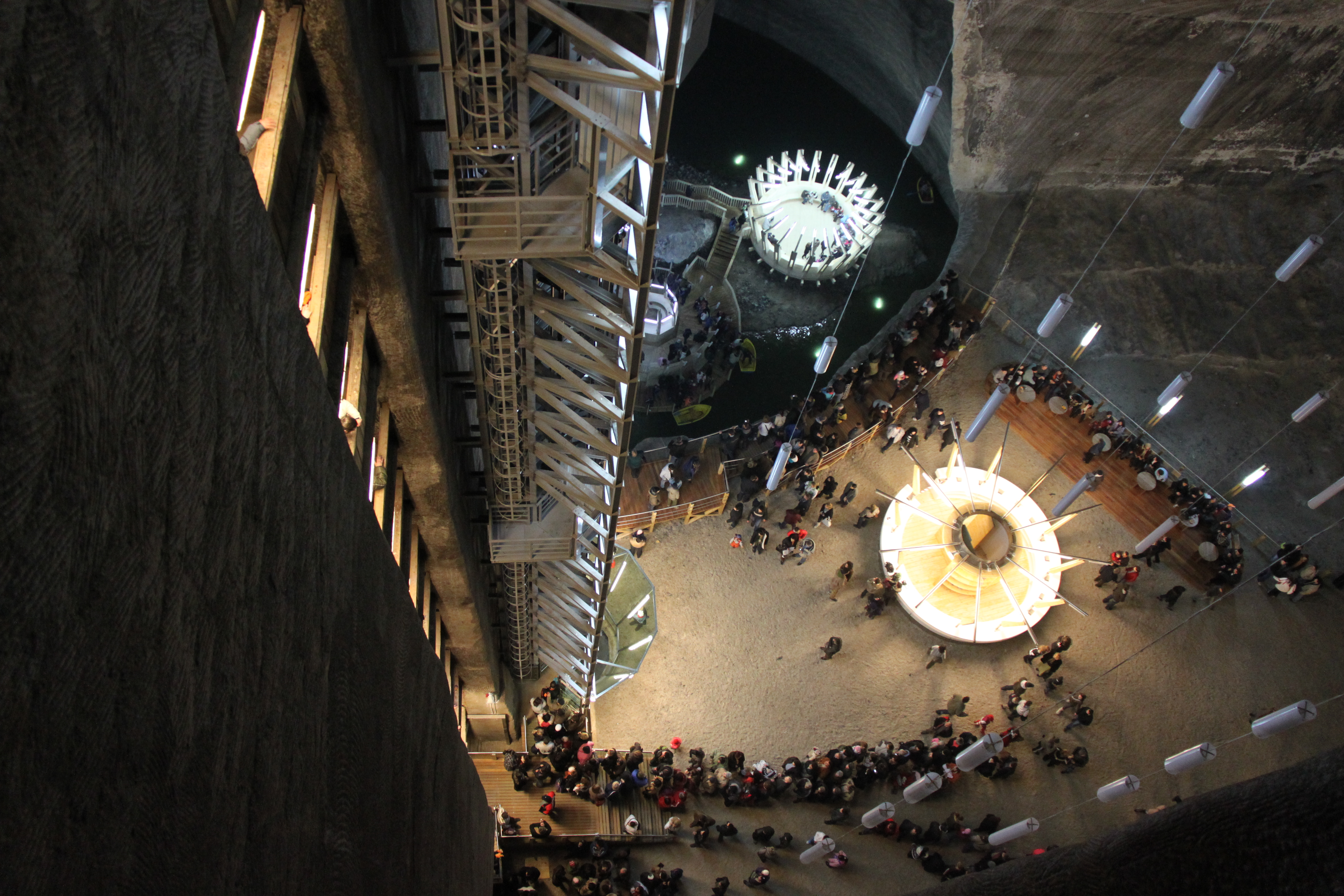
Соляная шахта в Турде
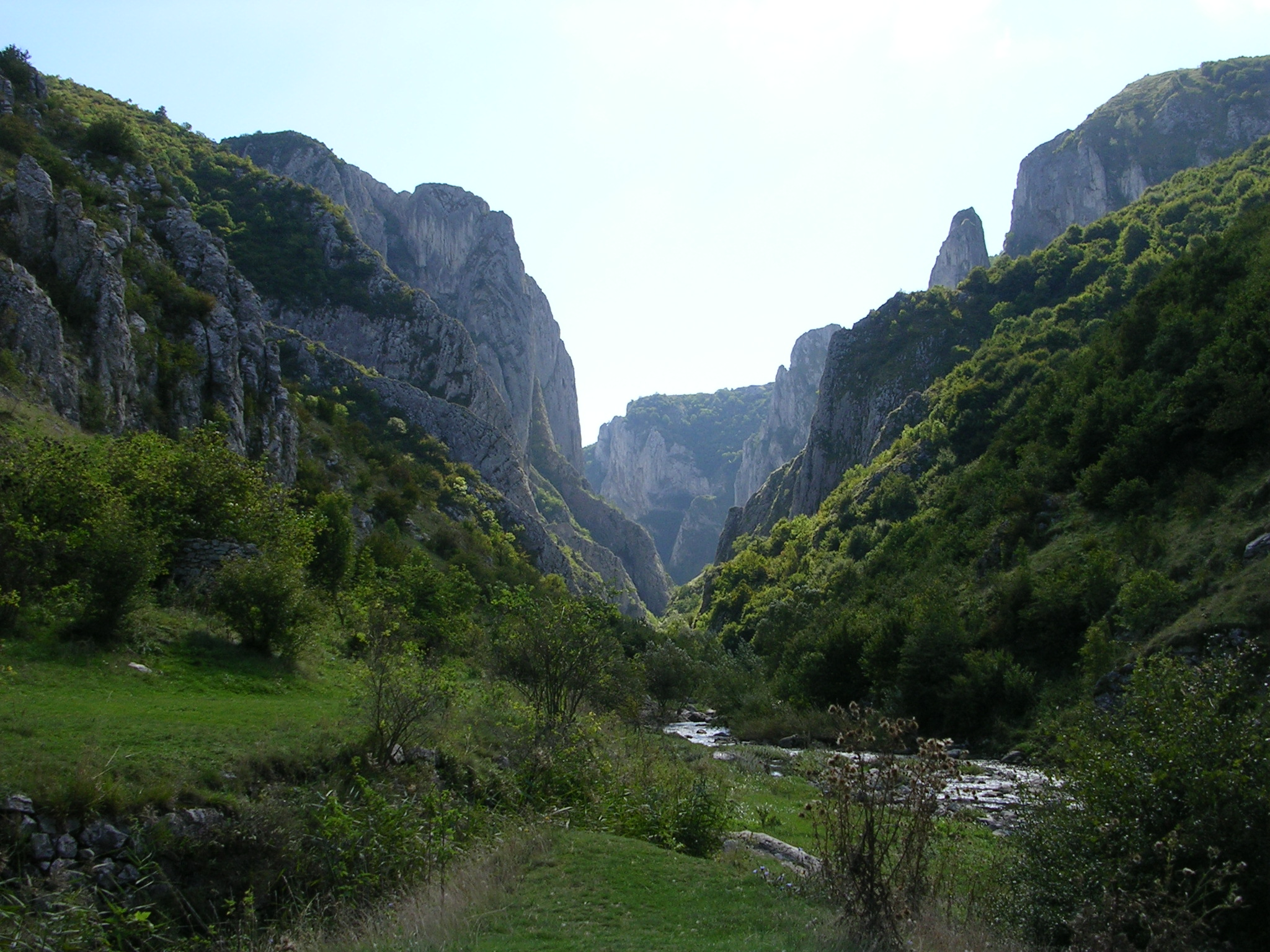
Каньон